# Kalundura
Der Kalundura oder auch Karundura ist ein Fluss im Süden der Westprovinz von Ruanda.

## Verlauf
Der Kalundura fließt von seiner Quelle im Hochland des Nyungwe-Waldes nach Südwesten und mündet nahe der Ortschaft Kirambo in den Kiwusee. Nur wenige Kilometer östlich der Quelle im Nyungwe-Wald befindet sich auch die Quelle des Rukarara, welche auch als eine der Quellen des Nils angesehen wird.